# Chishtian
Chishtian (en ourdou : چشتیاں) est une ville pakistanaise, située dans le district de Bahawalnagar, dans la province du Pendjab.
La population de la ville a été multipliée par près de quatre entre 1972 et 2017, passant de 38 496 habitants à 149 939. Entre 1998 et 2017, la croissance annuelle moyenne s'affiche à 2,0 %, un peu inférieure à la moyenne nationale de 2,4 %. En 2023, la population de la ville monte à 192 403 habitants.
|            | 1972 (rec.) | 1981 (rec.) | 1998 (rec.) | 2017 (rec.) | 2023 (rec.) |
| ---------- | ----------- | ----------- | ----------- | ----------- | ----------- |
| Population | 38 496      | 61 959      | 102 287     | 149 939     | 192 403     |